# Barrowland Ballroom
Koordinaten: 55° 51′ 18,4″ N, 4° 14′ 12,1″ W

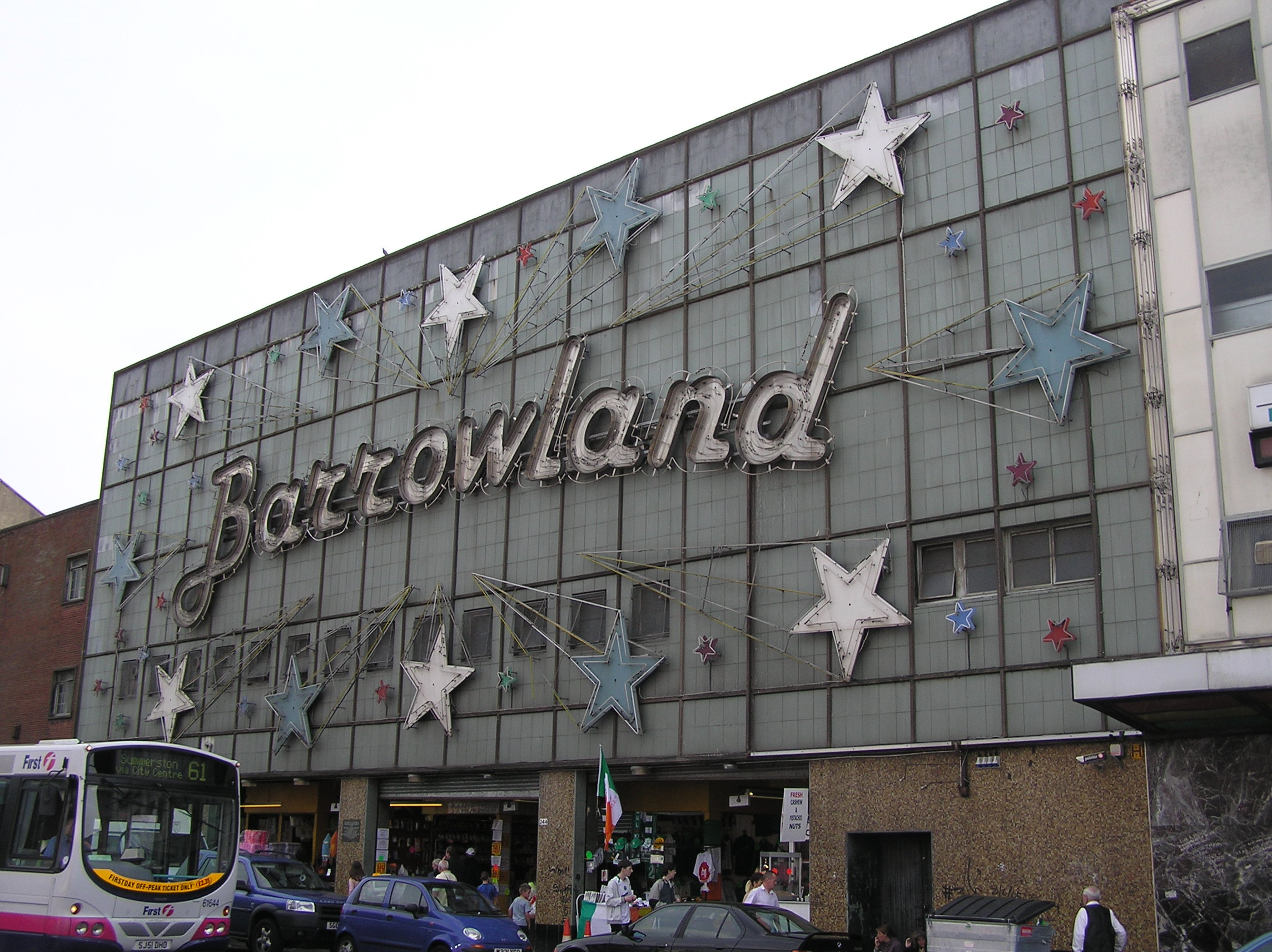
Der Barrowland Ballroom im Osten der Stadt

Der Barrowland Ballroom ist ein Tanzclub und Veranstaltungsort im East End von Glasgow in Schottland.

## Geschichte
Das ursprüngliche Gebäude wurde 1934 eröffnet und entwickelte sich von Beginn an zum führenden Tanzclub Schottlands. In der Nähe befindet sich der Barrowland-Markt, nach welchem sowohl die Gegend als auch das Gebäude benannt sind. Große Teile des Gebäudes wurden bei einem Feuer 1958 zerstört. Nachdem das Bauwerk erneuert worden war, konnte der Ballroom an Heiligabend 1960 wieder eröffnet werden. Die Frontseite des Hauses ist mit einer unverwechselbaren Leuchtreklame dekoriert. 
Mit dem Aufstieg der Rock- und Popmusik gewann das Gebäude zunehmend als Veranstaltungsort an Bedeutung. Mit zwar nur geringen Kapazitäten (zirka 1.900 Personen), ist es vor allem für seine ausgezeichnete Akustik bekannt und wurde bei einer Umfrage unter britischen Bands zum besten Veranstaltungsort im  Vereinigten Königreich gewählt.
Eine Vielzahl bekannter Künstler sind bereits im Barrowland Ballroom aufgetreten, darunter Simple Minds, Foo Fighters, Queens of the Stone Age, Mark Lanegan, R.E.M., Oasis, The Cure, Green Day, U2, Rage Against the Machine, Blur, Bob Dylan, Björk, David Bowie, Counting Crows, Iggy Pop,  Metallica, Blondie, Ramones, Stiff Little Fingers, INXS, Justin Timberlake, Garbage, Sheryl Crow, Britney Spears, Marilyn Manson, Nine Inch Nails, Runrig, Del Amitri, Elvis Costello oder auch Alice Cooper.
Die schottische Sängerin Amy Macdonald besingt den Barrowland Ballroom im gleichnamigen Song auf ihrem Album This Is the Life. Die Deluxe Edition von Amy Macdonalds Album A Curious Thing enthält den Mitschnitt eines Konzerts, das Amy Macdonald 2007 im Barrowland Ballroom gab. 
Es wird vermutet, dass der Serienmörder Bible John im Barrowland Ballroom seine Opfer kennengelernt hatte. Auch die Flohmarkt-Händler des Barras nutzten das Haus. Das Büro NORD Architecture hat Denkmalschutz für die Leuchtreklame beantragt und durch eine Befragung ehemaliger Taxifahrer ermittelt, dass sich diese seit etwa 1981 an der Fassade befinden muss.